# Elizabeta Bavarska
Elizabeta Bavarska (poznana pod nadimkom Sissi; nemško Elisabeth Amalie Eugenie, Herzogin in Bayern), avstrijska cesarica in ogrska kraljica, soproga cesarja Franca Jožefa I., * 24. december 1837, München, † 10. september 1898, Ženeva.

## Življenje

### Zgodnje življenje
Elizabeta Bavarska je bila rojena 24. decembra 1837 v Münchnu. Bila je četrti otrok Maksimilijana Bavarskega in princese Ludovike Bavarske.
Sisi je bila zelo radoživa deklica, prav tako kot oče, Maksimilijan Bavarski. Varuške, kasneje tudi učitelji, so tekali stalno za njo in jo lovili. Ona pa se je s svojo otroško brezskrbnostjo skrivala v naravi, večkrat je tudi z očetom šla na lov ali pa se z njim učila jahanja. Vzgojitelji so menili, da je ta deklica zelo težka, starši pa so jo branili, saj je bila še otrok. Ta Sisina brezskrbnost pa je trajala še dolgo. V odraščajoči dobi je začela gledati za mladeniči, zaljubljala se je in svoje občutke zapisovala v dnevnik v obliki pesmi. Najprej so bile te poezije nekoliko otročje in večinoma ljubezenske, nato pa vedno bolj resne in žalostne.
Ko se je z mamo in starejšo sestro, princeso Heleno odpravila v Bad Ischl, kjer naj bi Helena spoznala svojega zaročenca, njunega bratranca, 23-letnega Franca Jožefa, se vse ni odvilo po načrtih. Franc Jožef se namreč ni zanimal za Heleno, temveč bolj za Elizabeto.

### Zakon
Leto 1853 bi se skoraj začelo s tragedijo, končalo pa se je z zaroko Franca Jožefa. 13. februarja bi lahko podlegel ranam atentatorja, a na srečo rane niso bile globoke in se je lahko mladi monarh po nekaj dneh spet posvetil svojim dolžnostim. Imel je kar nekaj ljubezni, a je njegova mati vsem nasprotovala. Tako se je odločila, da mu bo sama našla primerno soprogo, glede na njegov položaj. Iskala je po vseh dvorih, pa ni bilo nobene primerne. Leto dni po poskusu atentata se je v življenju Franca Jožefa spet zgodilo nekaj, na kar njegova mati Zofija ni mogla vplivati - mladenič si je sam izbral nevesto.
Zofija in ena izmed njenih bavarskih sester, po imenu Ludovika, sta se že domenili, da bi bila starejša Ludovikina hči Helena, resno dekle, vzgojeno za tako življenje, odlična soproga za Franca Jožefa. Dami sta zato poleti 1853 organizirali skupno letovanje v Bad Ischlu, kjer naj bi se sestrična in bratranec spoznala. A dogodilo se je nekaj drugega. Franca Jožefa sploh ni prevzela Helena s svojim spakljivim vedenjem, ampak ga je popolnoma prevzela Helenina mlajša sestra Elizabeta, ki so jo vsi klicali Sisi (Sissi). Bila je ljubka, nežna, nenavajena na tako družbo. Bilo ji je petnajst let, nikakor še ni dorasla in je bila po Zofijini sodbi še popolnoma nezrela. Toda Franca Jožefa ni moglo nič odvrniti od odločitve in mati je morala na koncu popustiti. Ko so vprašali Elizabeto, če ga hoče, je odgovorila: »Da, cesarja imam rada. Če le ne bi bil cesar!«
Od zaroke do poroke je trajalo osem mesecev in v tem času so Elizabeto pripravili na cesarske dolžnosti. V nekaj mesecih so jo naučili francoščine, velik poudarek je bil na zgodovini njene nove domovine, seznanili so jo z vedenjem, protokolom in navadami na dunajskem dvoru, vcepili so ji tudi nekaj higienskih načel. Poroka je bila določena za 24. april 1854. Elizabeta se je peljala po Donavi do Linza z ladjo, okrašeno s cvetjem. Dunajčane je takoj očarala s svojo nenavadno lepoto. Po poroki nikakor nista mogla biti sama, ker ju je čakalo kup uradnih zadev.
Kmalu po poroki je bil Franc Jožef spet zasut z delom in ker sta bili tašča in snaha dosti sami skupaj, so se začeli prepiri. Elizabeta je raje kot bila doma hodila več ur okrog. Rada je imela sprehode, saj je bila podeželsko dekle in na nov način življenja jo je venomer spominjala tašča.
Elizabeta je Francu Jožefu rodila štiri otroke: Zofijo, prestolonaslednika Rudolfa, Gizelo in Marijo Valerijo. Zofija je umrla pri dveh letih in takrat so se odnosi med parom začeli spreminjati. Leta 1866, ko je bila pruska vojska pred vrati Dunaja, je našla Elizabeta z otroki zatočišče v Budimpešti. Leta 1867 pa je bil Franc Jožef okronan za kralja Ogrske. Avstrijska monarhija je postala dualistična Avstro-Ogrska. Elizabeta je s kronanjem za ogrsko kraljico dosegla zenit svojega življenja. Mati Zofija je prevzela nadzor nad otroki, kljub temu da je Elizabeta zelo nasprotovala. Ko se je Franc Jožef uprl svoji materi, je otroke dobila nazaj, a srčne rane zaradi izgubljene hčere, izgubljene svobode in nenehno vtikanje tašče v njeno življenje, je Sisi povsem uničilo. Takrat so se začela njena nenehna potovanja. Čim bolj se je izogibala Hofburgu in Schönbrunnu, naravnost sovražila ju je. Elizabeta je bila sicer uradno cesarica, vendar nadvojvodinji Zofiji to ni preprečilo nadzora nad sinom, snaho in otroki. Elizabeta je lahko računala na moževo podporo in ta ji je dovolil luksuzna potovanja, kar je bilo vedno lažje, saj je bil evropski železniški sistem dokaj dobro razvit. Cesarica je imela svoj vlak in spremstvo šestdesetih ljudi. Posebnemu vlaku je sledil še tovorni vlak, v katerem je potovala prtljaga.
Če je bil Franc Jožef navsezadnje lahko zadovoljen s pozitivno politično bilanco zadnjih let v tem desetletju, pa ni mogel biti zadovoljen z zasebnim življenjem. Okrog njega je nastajala praznina. Ko je maja 1872 pri sedeminšestdesetih letih umrla nadvojvodinja Zofija, je izginila ena največjih osebnosti v prvi polovici njegovega vladanja. Franca Jožefa je to zelo čustveno prizadelo. Zlasti njegovo razmerje z materjo se je v marsičem spremenilo. Z nastopom ustavnega obdobja je Zofija pravzaprav nehala igrati politično vlogo. Zadnja leta je z žalostjo v srcu gledala zmagoslavje sil, proti katerim se je od nekdaj bojevala. Vzpon liberalizma na Dunaju in v Budimpešti, priznanje ogrske suverenosti, razpad konkordata, so bili zanjo zelo kruti udarci. Zofiji se je posrečilo ohraniti del družinskega življenja. Po njeni smrti te vloge nikakor ni mogel nadomestiti njen mož. Franc Karel je že dolga leta živel odmaknjeno od vsega, zdaj pa mu je pešalo zdravje. Umrl je marca 1879. Franc Jožef je sicer objokoval očeta, vendar njegova smrt ni bila tako prelomnega pomena. Franc Jožef se je moral posloviti tudi od hčerke Gizele, ki se je aprila 1873 omožila z bavarskim knezom Leopoldom.
Med ljudskim praznovanjem, ki je aprila 1879 spremljalo srebrno poroko cesarskega para, je Franc Jožef dočakal veselje, da se je okoli njega zbrala cela družina. Elizabeta je bila poleg njega, čeprav je očitno že prišla tako daleč, da so ji bile takšne prireditve tuje oziroma zoprne.
Če se je Franc Jožef konec leta 1879 ozrl v preteklost, je lahko imel občutek, da so slaba leta kraljevanja minila in da je monarhija po številnih težavah našla novo ravnotežje. Naposled je prenehal biti prekleti vladar, ožigosan s porazom. Navada Franca Jožefa je bila, da je zelo zgodaj vstajal, po navadi že ob štirih zjutraj. Dan se je začel z umivanjem in to vedno z mrzlo vodo. Nato si je nadel uniformo pehotnega poročnika, ki jo je nosil po navadi. Ob petih se je cesar usedel za svojo pisalno mizo. Čakali so ga kupi nerešenih zadev, ki sta jih pripravila civilni kabinet in vojaška pisarna. Ko je te razrešil, je običajno ob pol osmih pozvonil dežurnemu pribočniku in mu izročil aktovko z dosjeji, da jih je dodelal. Kosil je po navadi z domačimi, včasih pa tudi kar v delovni sobi. Do večera je potem še delal, po večerji pa si je privoščil nekaj trenutkov počitka in cigaro viržinko.
Franc Jožef se je lahko zanesel samo nase, ko je moral črpati moralne moči, potrebe za te preizkušnje in vsakdanje opravljanje dolžnosti. Družina je nehala biti tisti pristan, ki ga je potreboval. Cesarica je bila kar naprej odsotna, poleg tega so bili njegovi odnosi z Rudolfom čedalje težji. Čeprav je bila Marija Valerija ljubeča z očetom, je bilo to premalo, da bi se praznina zapolnila. Cesarica je trmasto živela po svoje. Sicer je nehala potovati v Anglijo in na Irsko, kjer je bila prej, ko je še ni mučil revmatizem in je tam trenirala konje. Že od nekdaj je bila drzna jahalka. Mož se je zelo trudil, da bi jo obdržal ob sebi in ji je dal zgraditi vilo čisto v njenem slogu, a ni pomagalo. Sisi je bežala tako pred seboj kot pred drugimi in zopet začela bloditi po Evropi. Za njo je bila vila Hermes le »lovska koča« Franca Jožefa. In če že vila Hermes ni bila po njenem okusu, potem to za gotovo ne velja za Achilleion na otoku Krfu. Po drugem obisku Krfa je Sissi oznanila Francu Jožefu, da ima Grčijo za svoj drugi dom. Pisala mu je, da je Krf odličen kraj za dolge sprehode, da je tam ugodna klima, neskončne sence, oljčni gaji, dobre ceste in čudovit obmorski zrak ... Temeljito se je lotila študija grške literature in se naučila stare in moderne grščine. Oboževala je Homerjeve epe. Na voljo je imela tri jahte in na jahti vse stvari, ki jih je potrebovala, celo koze, da je lahko pila sveže kozje mleko. Kljub neštetim kapricam so mornarji Elizabeto spoštovali.
Cesarski par je 30. januarja 1889 doletel popolni šok. Sin Rudolf je naredil samomor. Po vseh domnevah je mogoče sklepati, da se je z Marijo Vetčero, katero je resnično ljubil in je bila zanj pripravljena dati življenje, dogovoril, da bosta umrla ob istem času. Marija naj bi zanosila z Rudolfom in da ne bi prišlo do škandala, je najprej ustrelil Marijo, nato pa še sebe.
Rudolf je zelo ljubil mater in je vse življenje čakal na njeno pozornost. Nikoli mu ni mogla iskreno izkazovati svoje ljubezni. Ko jo je doletela ta tragedija je bila stara 51 let, globoko depresivna, osamljena in izjemno nedružabna, polna lastne samote. Njena legendarna lepota je ovenela, koža se je nagubala, njen vid je opešal. Nekaj časa je ostala na Dunaju, ob možu, saj ga ni mogla pustiti samega, strtega od bolečine. Sama je to še težje prenašala. Razen dolgih sprehodov ni bila več sposobna nobene športne aktivnosti. Opustila je pisanje poezije in premišljevala o samomoru. Sinove smrti Elizabeta nikakor ni mogla preboleti. Čedalje bolj so jo zagrinjale sence melanholije in samote, iz njih ni nikoli več našla izhoda. Oblačila se je izključno v črnino ter v spremstvu ene same spremljevalke in služabnice potovala križem kražem po Evropi. Prisegla si je, da bo žalovala do konca življenja. 
Ogrska in Grčija sta zanjo postali nezanimivi. Kmalu so začeli časopisi pisati, da se ji mrači um. Ker jo je to jezilo, se je včasih malo pokazala z možem v javnosti, da se je potem spet za cele tedne, mesece, leta povrnila v svoje samotno življenje. Elizabeta je možu našla zabavno prijateljico in povsem podpirala to zvezo. Cesarici je bila zelo simpatična igralka, ki je spremljala njenega moža in obratno. Katarina Schratt je čudovito skrbela za Franca Jožefa in ga obsipavala z majhnimi pozornostmi. Cesar je imel rad to žensko, a je v sebi še vedno močno ljubil Sisi in jo pogrešal. Včasih ko je dolgo ni bilo, je hodil po njenih sobanah in se nežno dotikal pohištva pokritega z belo prevleko. Elizabeta se je trudila, da bi vsaj božične praznike preživela doma, a počasi je začela tudi to zanemarjati.

### Smrt
Zgodaj zjutraj je cesarica v Ženevi nakupovala igrače za svoje vnuke. Opoldne sta dami odšli iz hotela, da bi se vkrcali na parnik, ki naj bi ju pripeljal v Caux. Na poti do pristanišča je proti njima planil mlad moški, italijanski anarhist Luigi Lucheni, in cesarico podrl na tla. Pomagali so ji vstati in zbrala je še toliko moči, da je prišla na krov. Njena spremljevalka je mislila, da je cesarici slabo, ko se je s poslednjimi močmi vkrcala na ladjo. Odpela ji je bluzo in vsa začudena zagledala mesto vboda, zalito s krvjo. Napadalec ji je namreč v srce zabodel pilo. Za kakršno koli pomoč je bilo prepozno. Umrla je približno po eni uri. Napadalca so aretirali in obsodili na dosmrtno ječo. Če si je Elizabeta resnično želela smrti, jo je ta doletela nenadno in brez bolečin. Pokopali so jo v skladu s tradicijo habsburške monarhije, v cesarski grobnici pod Kapucinsko cerkvijo na Dunaju. Njena predstava o poslednjem potovanju je bila drugačna. Želela si je, da bi bila pokopana na Krfu, na osamljeni gori Aya Kyriaki. »Tu«, se je tolažila, »imam nad sabo samo zvezde in ciprese, ki bodo za mano vzdihovale veliko bolj kot ljudje: tu bo spomin name bolj večen, kot pri mojih podanikih.«
Cesarica je odklanjala, da bi igrala vlogo žene, matere in cesarice, reprezentančno figuro velikanskega imperija, katerega tradicija jo je preganjala. Namesto tega se je borila, podobno kot feministke 20. stoletja, za samouresničitev. V svoji čustvenosti, nemirnosti, nevrotičnosti in pomanjkanju pravega doma, kakor tudi v svoji egocentričnosti, je prevzela kult osebnosti, ki ga je gojila do skrajnosti. Elizabeta je zavestno gradila svojo legendo za potomce, legendo o srhljivi lepoti, nerazumevanju in osamljenosti. Ostajala je individualistka, visoko izobražena ženska. 
Prav nič čudnega ni, da jo dandanes primerjajo z Diano Spencer. Obe sta bili lepotici, ki sta svojo deželo predstavljali z vsem dostojanstvom in eleganco. Obema je uspelo, da sta v srcih svojih ljudi dosegli posebno mesto, čeprav sta se hoteli iztrgati iz protokola in ceremonjalnosti starih dinastij, ki so jima krojile življenje. Bolj kot dvorce sta ljubili naravo in fizične aktivnosti. In ker sta obe umrli tragične smrti, se ju ljudje spominjajo s toliko več simpatije in žalovanja.
Na Franca Jožefa je cesaričina smrt zelo vplivala. Ko je izvedel novico je odrevenel in se nekaj trenutkov zatem sesedel v naslonjač in vzdihnil: »Nič na tem svetu mi torej ne bo prihranjeno.« In nato je še zamrmral: »Nihče ne ve, kako sva se ljubila.«